# Gomphrena virgata
Gomphrena virgata är en amarantväxtart som beskrevs av Carl Friedrich Philipp von Martius. Gomphrena virgata ingår i släktet klotamaranter, och familjen amarantväxter. Inga underarter finns listade i Catalogue of Life.